# Peridontopyge sphaeriopyge
Peridontopyge sphaeriopyge är en mångfotingart som beskrevs av Henri W. Brölemann 1926. Peridontopyge sphaeriopyge ingår i släktet Peridontopyge och familjen Odontopygidae. Inga underarter finns listade i Catalogue of Life.